# かんがえがあるカンガルー
「かんがえがあるカンガルー」は、NHKの音楽番組『みんなのうた』で、2016年2月～3月に放送された楽曲。作詞：鍬本良太郎、丸山もゝ子（m&k）、作曲：岸田繁、編曲：くるり、歌：岸田繁。